# Ixtacuaco
Ixtacuaco är en ort i Mexiko.   Den ligger i kommunen Tlapacoyan och delstaten Veracruz, i den sydöstra delen av landet, 220 km öster om huvudstaden Mexico City. Ixtacuaco ligger 90 meter över havet och antalet invånare är 640.
Terrängen runt Ixtacuaco är platt norrut, men söderut är den kuperad. Runt Ixtacuaco är det ganska tätbefolkat, med 248 invånare per kvadratkilometer. Närmaste större samhälle är Martínez de la Torre, 3,6 km nordost om Ixtacuaco. Omgivningarna runt Ixtacuaco är en mosaik av jordbruksmark och naturlig växtlighet.